# René Longet
René Longet, né le 12 avril 1951 à Genève (originaire de Bardonnex), est une personnalité politique suisse, membre du Parti socialiste (PS). Il est député du canton de Genève au Conseil national de septembre 1982 à novembre 1991.
Pionnier de l’écologie dès les années 1970[réf. nécessaire], il s'engage ultérieurement en particulier pour les droits des peuples autochtones.

## Biographie
René Longet naît le 12 avril 1951 à Genève. Il est originaire d'une autre commune genevoise, Bardonnex. Il grandit au Petit-Lancy.
Après sa maturité gymnasiale au Collège de Genève en 1971, il étudie l'allemand, l'histoire, et le français à l'université de Genève. Il obtient sa licence en 1978.
Intéressé par l'astrologie,,, il est coauteur d'un opuscule sur le sujet paru en 2009.
Il est marié à Eliane Longet et père d'un enfant,.

## Parcours politique
Membre du Parti socialiste, il siège au Grand Conseil du canton de Genève à l'âge de 22 ans (« benjamin de l'assemblée »). Ses mandats s'étendent du 5 novembre 1973 au 14 octobre 1982 puis du 4 novembre 1993 au 28 octobre 1999.
Il accède au Conseil national le 20 septembre 1982 après l'élection de Christian Grobet au Conseil d'État,. Il est alors, à 31 ans, à nouveau un des benjamins de l'hémicycle. Il est réélu en 1983 et 1987 et y préside en 1989[à vérifier] la commission de la science et de la recherche. Lors de ses mandats fédéraux, il se distingue en particulier par son combat antinucléaire et ses convictions européennes.
En octobre 1991, il est candidat tant au Conseil national qu'au Conseil des États, mais n'est pas élu : il échoue pour 2 000 voix à la Chambre haute et se voit remplacé à la Chambre basse par le Vert Laurent Rebeaud dont le parti était apparenté à la gauche,. Il rebondit en étant élu en janvier 1992 à la vice-présidence de la section genevoise de l'Union européenne de Suisse.
Il est président du PS genevois de 2008 à 2012.
Il est maire à cinq reprises de la ville suburbaine d'Onex de 1999 à 2011.
À la suite de l'élection de Thierry Apothéloz au Conseil d'État, il est désigné administrateur provisoire (exécutif) de la ville de Vernier. Il exerce mandat du 1er juin au 12 octobre 2018,.

### Défense de l'environnement
Rédacteur et traducteur pour le WWF Suisse dans les années 1980, il préside à partir de 1979 l'Institut suisse de la vie (qui deviendra successivement la Société suisse pour l'environnement, puis Équiterre). Gilles Petitpierre en reprend la présidence en 1986, tandis que René Longet en devient le directeur romand,. Ce dernier en redevient le président de 2001 à 2011[réf. nécessaire].
En 1992, 2002 et 2012, il est membre de la délégation suisse[source insuffisante] aux sommets mondiaux de l'ONU du développement durable,.
Il est président de la Commission d'information et de suivi de l'assainissement de la décharge industrielle de Bonfol de 2001 à 2019,.

### Droits des peuples
Il est membre du Conseil de Fondation du Centre de documentation, de recherche et d'information des peuples indigènes depuis que la structure est devenue une Fondation, en 1998[réf. nécessaire]. Il en est le président depuis 2015.
Il est coresponsable avec Tenzin Wangmo de la section romande de la Société d’amitié suisse-tibétaine depuis 2018.

### Autres mandats
Il est responsable du bureau romand de la Fondation Pro Juventute de 2012 à 2015[réf. souhaitée]. Il siège également au conseil d'administration des Services industriels de Genève depuis 2012[réf. nécessaire].

## Publications
- Christiane Brunner et Pierre Reymond, Le travail n'a de sens que s'il est partagé éléments pour un débat, Ed. Jouvence, impr. 1994 (ISBN 2-88353-053-X et 978-2-88353-053-9, OCLC 690399864, présentation en ligne)
- René Longet, La Suisse en reconstitution : outils pour l'action, Éd. Jouvence, 1997 (ISBN 2-88353-135-8 et 978-2-88353-135-2, OCLC 465789847, lire en ligne)
- René Longet et Ariane Reverdin, L'astrologie : perception du monde, perception de soi, Genève, Jouvence, coll. « Clins d'oeil », 2009, 8 p. (ISBN 978-2889050413)
- René Longet, L'humanité à la croisée des chemins : Pour une planète viable et durable, Éditions Jouvence, mars 2021, 188 p. (ISBN 9782889534531)[31]